# موسیقی یهودی
موسیقی یهودی موسیقی و نواهای یهودیان است. این موسیقی شامل موسیقی سنتی یهودی و موسیقی دینی یهودی که در کنیسه‌ها و طی دعاها خوانده می‌شود، و همچنین موسیقی غیردینی، مانند کلزمر، است. در حالی که برخی از آخشیج‌های موسیقی یهودی ممکن است از زمان کتاب مقدس سرچشمه گرفته باشند، تفاوت ریتم و صدا را می‌توان در میان جوامع پسین یهودی، که تحت تأثیر مکان قرار گرفته بوده‌اند، یافت. در سده نوزدهم، اصلاحات مذهبی منجر به ساخت موسیقی دینی درون سبک موسیقی کلاسیک شد. در همان دوره، دانشگاهیان شروع به شناخت این موسیقی در سایه اتنوموزیکولوژی کردند. ادوارد سروسی نوشته‌است، "آنچه امروزه به عنوان" موسیقی یهودی "شناخته می‌شود، نتیجه فرآیندهای پیچیده تاریخی است''. تعدادی از آهنگسازان نوین یهودی از سنت‌های مختلف موسیقی یهودی آگاه بوده و تحت تأثیر آن قرار گرفته‌اند.

## موسیقی یهودی دینی

### موسیقی یهودی دینی در زمان کتاب مقدس
تاریخ موسیقی یهودی دینی سیر تحول نغمه‌های آوازهای دینی، کنیسه‌ای و پرستشگاهی از زمان کتاب مقدس را در بر می‌گیرد.
اولین موسیقی کنیسه ای در دسترس، براساس نظامی بوده که در پرستش‌گاه اورشلیم استفاده می‌شده‌است. میشنا چندین گزارش از این موسیقی ارائه می‌کند. طبق نوشته‌های میشنا، یک ارکستر معمولیِ پرستش‌گاهی از دوازده ساز و یک گروه سرود از دوازده خواننده مرد تشکیل شده بود. این سازها شامل دو کینور (چنگ)، نول (چنگ)، شوفار (شاخ قوچ)، ترومپت و سه نوع ساز بادی، چالیل، آلاموث و اووگاو بوده‌است. ارکستر پرستش‌گاه همچنین شامل یک سنج از جنس مس نیز بوده‌است. تلمود همچنین به مواردی اشاره می‌کند که از یک ارگا بادی به نام مگرفا نیز استفاده می‌شده‌است. هیچ نمونه‌ای از این موسیقی پرستش‌گاهی در حال حاضر باقی نمانده‌است. با این حال بر اساس یک رسم شفاهی آهنگی که برای کول نیدری استفاده می‌شود، در معبد خوانده می‌شود.
پس از تنگنای اورشلیم در سال هفتاد پیش از میلاد و متعاقب آن پراکنده شدن یهودیان به بابل و ایران، نسخه‌های آوازی موسیقی پرستش‌گاهی در کنیسه‌های جدید ادامه پیدا کرد. سه شکل موسیقی شناسایی شده توسط محققان که شامل حالت‌های مختلفی از تناوب‌خوانی بین آوازخوانان است عبارت است از: یکم، آوازخوان هر بار یک نیم‌آیه را می‌خواند، و هم‌خوانان چیزی نمی‌خوانند. آوازخوان نیم‌آیه را می‌خواند و هم‌خوانان دقیقاً همان چیزی را که خوانده بود تکرار می‌کند؛ و سوم آوازخوان و هم‌خوانان ترانه‌های متفاوتی می‌خوانند. همه این اشکال را می‌توان در بخش‌هایی از دستگاه کنیسه‌های نوین تشخیص داد.

### حالت‌های دعایی یهودی
موسیقی دینی یهودی مجموعه ای از حالت‌های موسیقی است. این حالت‌ها نوساخ (Nusach) موسیقی یهودی را تشکیل می‌دهند که هم برای شناسایی نمازها و هم برای پیوند آن نمازها با زمان سال یا زمانی از روز به کار می‌رود که متشکل از سه حالت اصلی و همچنین تعدادی حالت آمبختی هستند. سه حالت اصلی Ahavah Rabbah , Magein Avot و Adonai Malach نامیده می‌شوند.

### موسیقی دینی سنتی
در کنیسه‌ها، پیرو آیین‌های سنتی یهودیان، از ساز به عنوان بخشی از خدمات کنیسه استفاده نمی‌شود؛ بنابراین موسیقی سنتی کنیسه کاملاً آوازی است.

## موسیقی هنری یهودی
موسیقی (و رقصهای) یهودی غیردینی تحت تأثیر سنتهای غیر یهودی پیرامون و منابع یهودی که در طول زمان حفظ شده‌اند، بوده‌اند.

### کلزمر
در حدود سده پانزدهم میلادی ، سنتی از موسیقی یهودی غیر دینی به نام کلیزموریم یا کلیزمریم توسط یهودیان اشکنازی در اروپای شرقی ایجاد شد که به‌طور معمول به زبان ییدیش هستند.

### سفاردی / لادینو
موسیقی سفاردی در اسپانیا سده میانه متولد شد و در دربار سلطنتی اجرا می‌شد. پس از آن زمان، این موسیقی از سراسر اسپانیا، مراکش، آرژانتین، ترکیه، یونان و آهنگ‌های مختلف محبوب از اسپانیا و خارج از کشور تأثیر پذیرفت. سه نوع آهنگ سفاردی وجود دارد - آهنگ‌های موضوعی و سرگرمی، آهنگ‌های عاشقانه و آهنگ‌های معنوی یا تشریفاتی. اشعار می‌تواند به چندین زبان باشند که از جمله آنها عبری برای آهنگ‌های مذهبی، و لادینو است.
این سنت‌های آوازی از اسپانیا و مراکش (سنت غربی) تا قسمت‌هایی از امپراتوری عثمانی (سنت شرقی) از جمله یونان، اورشلیم، بالکان و مصر گسترش پیدا کردند. موسیقی سفاردی متناسب با منطقه و مردمانش شبیه‌سازی می‌شدند.

### آهنگسازان پیشاکلاسیک، کلاسیک، رمانتیک و قرن بیستم
سالامون روسی (۱۵۷۰ - حدود ۱۶۳۰) مجموعه ای از تنظیمات آواز را به نام «آوازهای سلیمان»، بر اساس متون مذهبی و کتاب مقدس یهودی، تنظیم کرد.
بیشتر موسیقیدانان هنری با اصالت یهودی در قرن نوزدهم سازنده موسیقی‌هایی بودند که به هیچ وجه نمی‌توان آنها را یهودی دانست. به گفته پیتر گرادنویتس، از این دوره به بعد، مسئله «دیگر داستان موسیقی یهودیان نیست، بلکه موضوع موسیقی است که توسط استادان یهودی ساخته می‌شد.» ژاک افنباخ (۱۸۸۰–۱۸۱۹)، آهنگساز برجسته اپرا در سده نوزدهم، فرزند یک روحانی بود و در فضای موسیقی سنتی یهودی نیز بزرگ شده بود. با این حال در موسیقی چیزی نیست که بتوان آن را از نظر سبک و سیاق، یهودی توصیف کرد و خود او نیز موسیقی‌اش را یهودی نمی‌دانست. فلیکس مندلسون، نوه فیلسوف یهودی موسی مندلسون، همچنان ریشه‌های یهودی خود را تأیید می‌کرد و در حالی بود که در سن هفت سالگی به عنوان مسیحی غسل تعمید داده شود. او گاهی اوقات از منابع مسیحی الهام می‌گرفت، اما در مورد موسیقی او نیز هیچ نشانه‌ای از یهودی بودن وجود ندارد.

## موسیقی اسرائیلی

### موسیقی هنری در فلسطین زیر قیومیت بریتانیا و اسرائیل
در دهه ۱۹۳۰ هجوم بالایی از آهنگسازان یهودی به فلسطین زیر قیومیت انگلیس که بعداً اسرائیل نامیده شد، سرازیر شدند که بسیاری از آنها اروپایی بودند. از جمله این آهنگسازان پل بن‌هایم، اریش والتر استرنبرگ، مارک لاوری، ادین پارتوس و الکساندر اوریا بوسکوویچ بودند. این آهنگسازان همه در فکر ساختن یک هویت جدید یهودی در موسیقی بودند که متناسب با هویت جدید و نوظهور اسرائیل باشد. در حالی که پاسخ هر یک از این آهنگسازان به این چالش در آغاز شخصی بود اما آنها روندی یکسان را در ادامه در پیش گرفتند: بسیاری از این آهنگسازان و دیگر آهنگسازان سعی کردند از سبک موسیقی کلزمر (Klezmer) که به نظر آنها ضعیف و نامناسب می‌آمد دور شوند. بسیاری از ویژگی‌های سبک کلزمر در نظر آنها منفور بود. از نظر مناش راوینا ، منتقد موسیقی و آهنگساز در سال ۱۹۴۳ در مورد کلزمر می‌نویسد: «ویژگی (کلزمر) دلگیر و احساساتی است». «تمایل سالم برای رهایی ما از این احساس‌گرایی باعث می‌شود بسیاری از این موسیقی اجتناب کنند».
طی سعی و خطاهای اولیه، مجموعه بزرگی از موسیقی هنری اصیل اسرائیلی ساخته شده‌است. آهنگسازان مدرن اسرائیلی شامل بتی اولیورو، تسیپی فلیشر، مارک کوپیتمن و ییتزاک یدید هستند.

### موسیقی سنتی اسرائیلی
از نخستین روزهای استقرار صهیونیست‌ها، یهودیان مهاجر موسیقی محلی عامیانه می‌نوشتند. در ابتدا این آهنگ‌ها بر اساس ملودی‌های وام گرفته شده از موسیقی محلی آلمانی، روسی یا سنتی یهودی با متن‌های جدید به عبری بود. با این حال، از اوایل دهه ۱۹۲۰، مهاجران یهودی تلاش آگاهانه ای را برای ایجاد یک سبک جدید موسیقی عبری انجام دادند، سبکی که آنها را به منشأ اثر عبری‌شان وصل کند و همچنین آنها را از سبک یهودیان خانه‌به‌دوش در اروپای شرقی، که آن را ضعیف می‌دانستند، متمایز کند. این سبک جدید آخشیج‌هایی را از موسیقی عربی و به میزان کمتری از موسیقی سنتی یهودی و یهودی شرفی گرفته‌است.

### میزراهی
موسیقی میزراهی معمولاً به موج جدید موسیقی در اسرائیل اشاره دارد که موسیقی اسرائیلی را با موسیقی عربی و مدیترانه ای (به ویژه یونانی) می‌آمیزد. آهنگ‌های معمول میزراهی صدای ویولن یا سازهای رشته غالب دارند که المان‌های کوبه‌ای خاورمیانه‌ای در آن وجود دارد. زوهر آرگوو خواننده محبوبی است که موسیقی وی سبک معمول موسیقی میزراهی را نمایندگی می‌کند.

## کتابشناسی - فهرست‌ها
- برنی، چارلز، ویرایش. پرسی A. اسکولز (۱۹۵۹). تور موسیقی قرن هجدهم در اروپای مرکزی و هلند. "جلد لندن: انتشارات دانشگاه آکسفورد.
- کانوی، دیوید (۲۰۱۲). یهودیت در موسیقی: ورود به حرفه از روشنگری تا ریچارد واگنر. کمبریج: انتشارات دانشگاه کمبریج.شابک ‎۹۷۸-۱-۱۰۷-۰۱۵۳۸-۸
- گرادنویتس، پیتر (۱۹۹۶). موسیقی اسرائیل از دوران کتاب مقدس تا دوران مدرن. نسخه دوم پورتلند: مطبوعات آمادئوس.
- Idelsohn, AZ، اصطلاح نامه آواز شرقی عبری (جلد ۱۰)
- Idelsohn, AZ, int. A. Orenstein (1992). موسیقی یهودی: پیشرفت تاریخی آن. نیویورک: دوور.
- سروسی، ادوین و همکاران ، "موسیقی یهودی" در آکسفورد موسیقی آنلاین (نیازمند آبونمان)
- والدن، جوشوا اس. (2015). همنشین کمبریج در موسیقی یهودی. کمبریج و نیویورک: انتشارات دانشگاه کمبریج.
- ورنر، اریک (۱۹۷۶). صدایی که هنوز شنیده می‌شود: آوازهای مقدس یهودیان اشکنازی. فیلادلفیا: انتشارات دانشگاه پنسیلوانیا سیت